# Алгоритм Блум - Блум - Шуба
 Алгоритм Блум - Блум - Шуба (англ. Algorithm Blum — Blum — Shub, BBS) - генератор псевдовипадкових чисел, запропонований в 1986 році  Ленором Блумом,  Мануелем Блумом і  Майклом Шубом. 
BBS має такий вигляд:
{\displaystyle x_{n+1}=x_{n}^{2}\;{\bmod {\;}}M,}
де {\displaystyle M=pq} є добуток двох великих простих чисел {\displaystyle p} і  {\displaystyle q}. На кожному кроці алгоритму вихідні дані обчислюють з {\displaystyle x_{n}} шляхом взяття або біта парності, або одного чи більше найменш значущих бітів {\displaystyle x_{n}}.
Два простих числа,  {\displaystyle p} і {\displaystyle q}, повинні бути  конгруентні з 3 по {\displaystyle mod} {\displaystyle 4} (це гарантує, що кожен квадратний залишок має один квадратний корінь, який також є квадратним залишком) і найбільший спільний дільник НСД {\displaystyle (p-1,q-1)} має бути маленьким (це збільшує довжину циклу).
Цікавою особливістю цього алгоритму є те, що для отримання {\displaystyle x_{n}} необов'язково обчислювати всі {\displaystyle n-1} попередні числа, якщо відомо початковий стан генератора {\displaystyle x_{0}} і числа {\displaystyle p} і {\displaystyle q}. {\displaystyle n} - е значення може бути обчислено безпосередньо використовуючи формулу:
{\displaystyle x_{n}=x_{0}^{2^{n}{\bmod {\lambda }}(M)}\;{\bmod {\;}}M},
де {\displaystyle \lambda } - функція Кармайкла: в даному випадку {\displaystyle \lambda (M)=\lambda (pq)=lcm(p-1,q-1)} - найменше спільне кратне чисел ({\displaystyle p-1}) і ({\displaystyle q-1}).

## Надійність
Цей генератор підходить для криптографії, але не для моделювання, тому що він недостатньо швидкий. Однак, він має високу стійкість, яка забезпечується якістю генератора виходячи з  обчислювальної складності завдання  факторизації чисел. Коли прості числа обрані правильно, і {\displaystyle O(\log \log M)} біт кожного {\displaystyle x_{n}} є вихідними даними, тоді межа, при швидкозростаючому {\displaystyle M}, відрізнити вихідні біти від випадкових буде настільки ж складно, як і факторизація {\displaystyle M}.

## Приклад
Нехай {\displaystyle p=11}, {\displaystyle q=19} та {\displaystyle s=3}. Ми можемо розраховувати отримати велику довжину циклу для таких малих чисел, тому що {\displaystyle {\rm {gcd}}(\varphi (p-1),\varphi (q-1))=2}.
Генератор починає рахувати {\displaystyle x_{0}} за допомогою {\displaystyle x_{-1}=s} і створює послідовність {\displaystyle x_{0}}, {\displaystyle x_{1}}, {\displaystyle x_{2}}, {\displaystyle \ldots } {\displaystyle x_{5}} = 9, 81, 82, 36, 42, 92. У наступній таблиці показано вихідні дані (у бітах) для різних методів вибору бітів, що використовуються для визначення виходу.
| Парний біт  | Непарний біт | Найменш значущий біт |
| ----------- | ------------ | -------------------- |
| 0 1 1 0 1 0 | 1 0 0 1 0 1  | 1 1 0 0 0 0          |